# Tassadia martiana
Tassadia martiana är en oleanderväxtart som beskrevs av Joseph Decaisne. Tassadia martiana ingår i släktet Tassadia och familjen oleanderväxter. Inga underarter finns listade i Catalogue of Life.